# Цоцалич, Эдин
Эдин Цоцалич (босн. Edin Cocalić; 5 декабря 1987, Вишеград , Югославия) — боснийский футболист, защитник в клуба «Железничар». Выступал за сборную Боснии и Герцеговины.

## Клубная карьера
Цоцалич начал свой путь в «Железничаре», где он провел 11 лет и был капитаном последние 3 из них. Он получил несколько наград в молодёжной команде и известен тем, что является самым молодым капитаном в истории «Железничара».
Его самый яркий момент — гол забитый в дерби с «ФК Сараево» в кубковом матче.
В январе 2010 подписал контракт с «Паниониосом» на три с половиной года.
3 июня 2011 года «Паниониос» сообщил на официальном сайте, что получил предложение о трансфере Цоцалича от чемпиона Израиля «Маккаби Хайфа» и отклонил его.
9 января 2012 было объявлено, что Цоцалич перейдет в «Маккаби».
В феврале 2015 подписал контракт с «Мехеленом» на три с половиной сезона.

## Международная карьера
Он был капитаном сборной до 17 лет, а также играл в сборной до 19 и до 21 года. Цоцалич получил первый вызов в основную сборную Боснии и Герцеговины в марте 2015 на игру против Андорры.

## Личная жизнь
Цоцалич стал отцом в марте 2011. Его жена, Мерима, родила девочку.
Цоцалиц — билингв, отлично говорит и на боснийском, и на английском.